# Greta von Haartman
Annie Margareta (Greta) Augusta von Haartman, född 29 juni 1889 i Mäntyharju, död 22 juni 1948 i Helsingfors, var en finländsk operasångerska (mezzosopran).

## Biografi
von Haartman var dotter till Georg Viktor Bernt von Haartman och Anna Matilda Kyander. Hon studerade ursprungligen vid Helsingfors enda svenska flickskola, men fick 1908 sånglektioner av Emmy Achté vid Helsingfors musikinstitut. Samma år skickades hon till flickpensionatet Boulogne-sur-Seine i Paris. von Haartman kunde dock fortsätta sina sångstudier och blev elev hos Edmond Duvernoy och senare hos Suzanne Duvernoy. Sin första konsert gav von Haartman under sin resa tillbaka till Finland 1911. Sångstudierna fortsatte i Sankt Petersburg hos Alma Fohström fram till 1914 samt i Stockholm hos Signe Hebbe 1916. Efter detta började von Haartman uppträda på de inhemska operorna. 1916 erhöll von Haartman sin största roll som Amneris i operan Aida. Rollen blev hennes favorit och kom att framföras av henne flera gånger.
1918 blev von Haartman fast anställd vid Finlands nationalopera, vid vilken hon verkade fram till 1928, då hon gjorde en ettårsresa till Frankrike. Under turnén 1928–1929 uppträdde von Haartman vid operateatrar i Grenoble, Clermont-Ferrand och Dinard. Under samma resa gav hon konserter i bland annat Paris, Monte Carlo och Madrid, där hon uppträdde med sånger, komponerade av bland andra Armas Järnefelt, Toivo Kuula och Jean Sibelius. Konsertresorna i Frankrike och Italien 1927, 1928 och 1929 blev mycket framgångsrika för von Haartman och finska tidningar rapporterade kontinuerligt om hennes publiksuccéer. Under turnén i januari 1929 fick von Haartman tillfälle att uppträda som solist vid Monte Carlo-orkesterns symfonikonsert, varvid hon framförde flera verk av Jean Sibelius. I Paris fick hon också framföra finsk musik för radiostationen Eiffel.
Karriären vid nationaloperan fortsatte efter 1929 och fram till 1945. Vid sidan om operakarriären undervisade von Haartman i sång, vilket hon hade gjort sedan 1919. 1928 gjorde von Haartman nio skivinspelningar till pianoackompanjemang i Paris och totalt spelade hon cirka 70 opera- och operettroller. von Haartman var från 1920 gift med överste Verner Gustafsson, som var ekonomisk hushållare vid nationalteatern.

## Skivinspelningar

### 1928
- Venehessä (musikarrangemang: Selim Palmgren)
- Minun kultani kaunis on
- Talon tyttö (musikarrangemang: Selim Palmgren)
- Vainioilla (musikarrangemang: Selim Palmgren)
- Kesäilta (musikarrangemang: Selim Palmgren)
- Tuuli se taivutti koivun larvan (musikarrangemang: Toivo Kuula)
- Tuoll' on mun kultani (musikarrangemang: Toivo Kuula)
- Demanten på marssnön (text: Josef Julius Wecksell, musik: Jean Sibelius)
- Kreivin sylissä istunut